# Rocky Roberts
Rocky Roberts, nombre artístico de Charles Roberts, (Tanner, Alabama 23 de agosto de 1941 - Roma, 13 de enero de 2005) fue un cantante italiano de origen estadounidense de country y rhythm and blues.

## Biografía
Antes de alcanzar la fama en el mundo del espectáculo, sirvió en la Marina de los Estados Unidos, donde se destacó no solo por su disciplina, sino también por sus habilidades deportivas, llegando a convertirse en campeón de boxeo de la Marina. Fue durante su tiempo de servicio cuando comenzó a forjarse su vínculo con la música. Su interés por el country y el western nació gracias a Doug Fowlkes, un músico que lideraba una banda llamada The Airdales, nombre inspirado en la jerga que los marinos utilizaban para referirse a los aviadores navales. Aquella experiencia marcaría el inicio de una pasión que lo acompañaría durante toda su vida.

### Carrera
Tras retirarse de la Marina de los Estados Unidos, ganó un concurso musical en la localidad de Juan-les-Pins, en la Riviera Francesa, lo que le abrió las puertas del mundo del espectáculo europeo. Poco después firmó un contrato discográfico con el productor Eddie Barclay, lo que dio lugar al lanzamiento de un LP junto a su banda The T-Bird, convirtiéndose en un gran éxito en las discotecas europeas.
Impulsado por esta recepción positiva, decidió establecerse en Europa para desarrollar su carrera artística. En 1967 alcanzó su consagración definitiva con el tema Stasera mi butto, una canción en italiano que se convirtió en un éxito rotundo, con más de 3,7 millones de copias vendidas. La canción no solo ganó el prestigioso Festivalbar, sino que también fue utilizada como título de una película homónima estrenada ese mismo año, protagonizada por él mismo, Rocky Roberts. A partir de entonces, comenzó a participar en varias películas del cine italiano, consolidando su figura como un artista polifacético y carismático.
Rocky Roberts murió a la edad de 63 años en 2005 en Roma por cáncer de pulmón.

### Participaciones
- 1966 :Tema B de Django. O. de la película Django de Sergio Corbucci[4]
- 2005 :Tema de Django Unchained de B. O. de la película Django Unchained de Quentin Tarantino.